# Otto Lilienthal
Karl Wilhelm Otto Lilienthal, född 23 maj 1848 i Anklam, provinsen Pommern, död 10 augusti 1896 i Berlin, Tyskland, var en tysk flygpionjär.

## Biografi
Lilienthal ansåg fåglarnas flykt som en förebild för flygkonsten. Han byggde en rad glidflygplan och var den förste som flög enligt principen "tyngre än luften". Under 1891 till 1896 skapade han ett glidflygplan med grunderna från Cayley och vidareutvecklade det. Hans plan kunde inte flyga lika långt som luftballonger – som flög enligt principen "lättare än luften" – bara cirka 300 m och 15–30 m över marken, men Lilienthal kunde genomföra dessa flygningar kontrollerat. Han forskade vidare och utförde mer än 2 000 flygförsök med glidflygplan utan motor. 1894 byggde han en kulle, Fliegeberg, från vilken han utförde merparten av sina experiment, i närheten av sin bostad i Lichterfelde i utkanten av Berlin.
Lilienthal blev under sin korta karriär känd långt utanför Tysklands gränser, mycket tack vare de bilder av hans flygningar som publicerades i tidningarna, och flera samtida flygpionjärer besökte honom under hans försök i och omkring Berlin.
Den 9 augusti 1896 havererade Lilienthal från omkring 15 meters höjd under ett flygexperiment vid Gollenberg, i nuvarande Landkreis Havelland i Brandenburg, och skadade skallen och ryggen svårt. Han föll i koma under transporten tillbaka till Berlin och avled dagen därpå.

## Eftermäle och minnesmärken
Lilienthals försök kom att inspirera bröderna Wilbur och Orville Wright, vilka senare angav honom som en av sina viktigaste föregångare.  
Lilienthal begravdes på Lankwitz kyrkogård i Berlin och ärades med ett monument vid Fliegeberg. Även vid platsen för haveriet, Gollenberg, finns en minnesplats. Berlins största, numera nerlagda,  flygplats, Berlin-Tegels flygplats, vars officiella namn är Flughafen Berlin-Tegel Otto Lilienthal, kom senare att uppkallas efter honom.
I Lilienthals födelsestad Anklam i Mecklenburg-Vorpommern finns ett Otto Lilienthal-museum, invigt 1996.
Asteroiden 13610 Lilienthal är uppkallad efter honom.

## Galleri

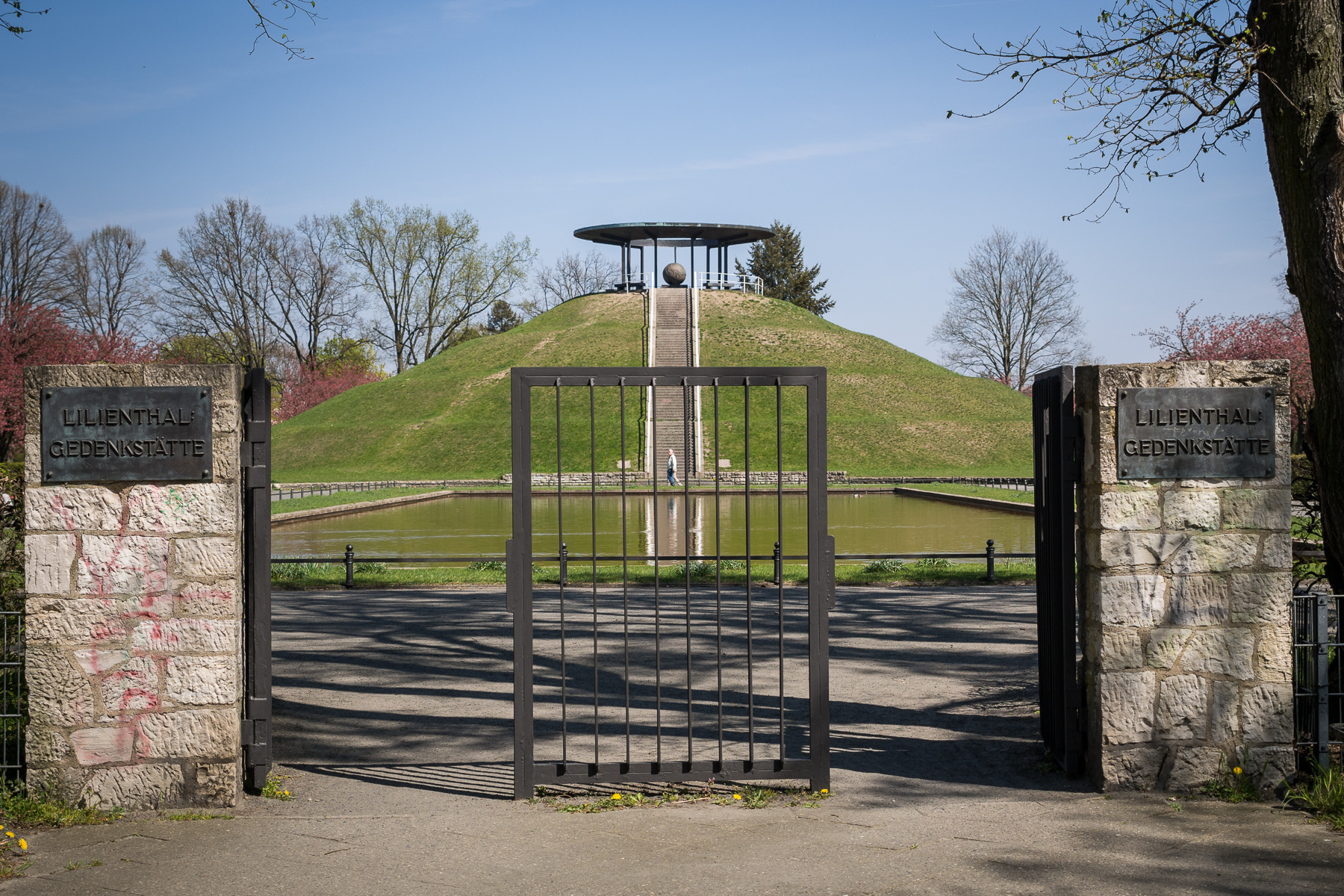
Lililienthalparken i Lichterfelde i södra Berlin.
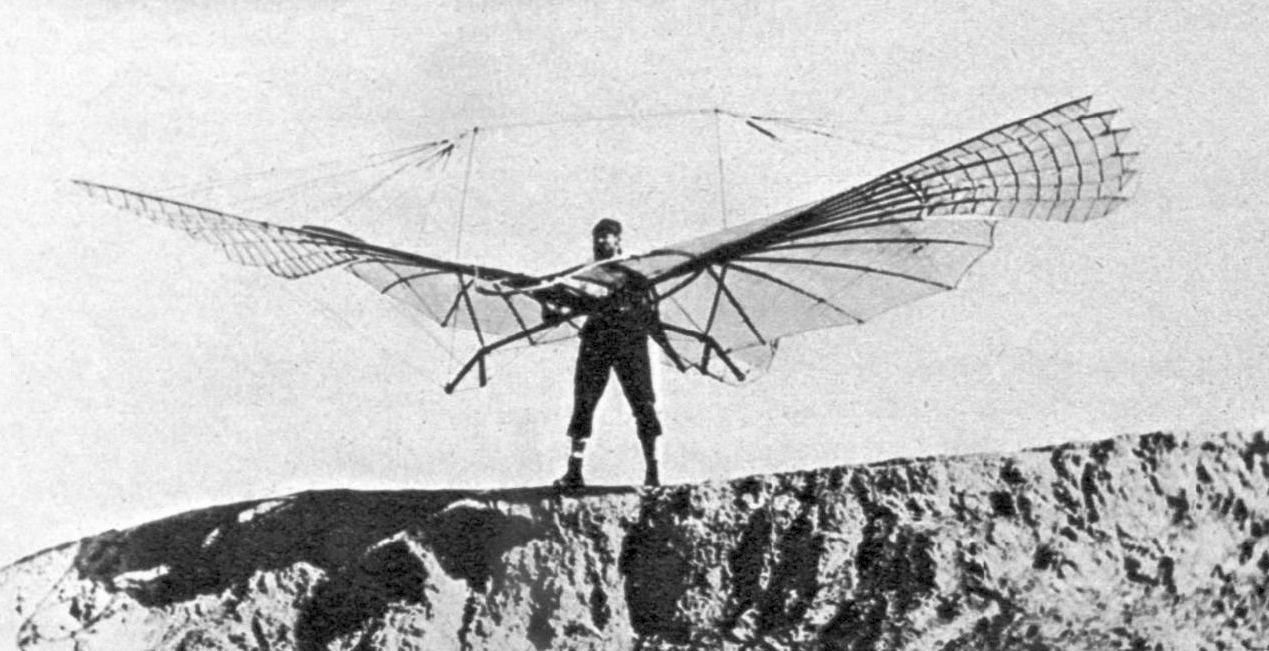
Otto Lilienthals första dokumenterade och kontrollerade flygförsök. ~ Tidigt 1890-tal.
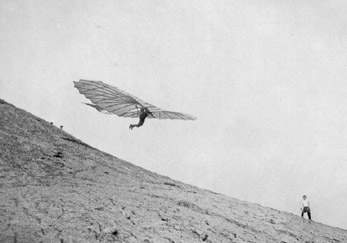
Otto Lilienthal glidflyger från Fliegeberg, 1895.